# カワセコンピュータサプライ
カワセコンピュータサプライ株式会社は、印刷等のビジネスフォーム販売を主力とする会社。

## 沿革
- 1955年（昭和30年）5月 - 大阪市旭区大宮西之町に川瀬紙工株式会社を設立。ビジネスフォーム、巻取紙の製造・販売を開始。
- 1956年（昭和31年）
  - 10月 - 東京都千代田区西神田に東京営業所（現・東京本社）を新設。
  - 12月 - 大阪市城東区鴫野西に本社及び大阪工場を新設し移転。
- 1976年（昭和51年）11月 - カワセコンピュータサプライ株式会社に社名変更。
- 1995年（平成7年）
  - 7月 - 大阪市中央区今橋に本社を移転、大阪本社を統合。
  - 11月 - データ・プリント・サービス事業を開始。
- 1997年（平成9年）
  - 7月 - 情報処理用ホストコンピュータ導入、情報処理サービス開始。
  - 7月1日 - 日本証券業協会により気配公表銘柄制度が創設される。カワセコンピュータサプライが後に指定するグリーンシートが開設される。
  - 8月 - 東京都中央区に東京本社を移転。
- 1998年（平成10年）8月21日 - 明光ナショナル証券にて気配公表銘柄（グリーンシート）として株式の売買取引を開始。
- 2000年（平成12年）9月1日 - 気配値公表を停止。
- 2001年（平成13年）3月 - 大阪証券取引所市場第二部に上場。
- 2004年（平成16年）7月 - 東京都中央区銀座6丁目に東京本社を移転。
- 2013年（平成25年）7月 - 大阪証券取引所と東京証券取引所の現物株市場統合に伴い、東京証券取引所第二部に上場。
- 2020年（令和2年）12月 - 東京都中央区銀座7丁目に東京本社を移転。
- 2022年（令和4年）
  - 4月 - 東京証券取引所の市場区分の見直しにより、東京証券取引所第二部からスタンダード市場に移行。
  - 8月 - 本社登記を大阪市中央区より東京都中央区に移転。大阪本社を関西支社に名称変更。大阪市中央区久太郎町１丁目に関西支社を移転。